# Coupe d'Océanie de tennis de table
La Coupe ITTF-Océanie est un événement annuel de tennis de table organisé par la Fédération internationale de tennis de table (ITTF). L'événement comprend des tournois simples hommes et femmes, dont les vainqueurs se qualifient pour la Coupe du monde de tennis de table,. Depuis l'édition 2025, les demi-finalistes sont qualifiés pour la Coupe du monde.
Depuis 2011, l'événement comprend également la Coupe du Pacifique, un tournoi distinct qui exclut les joueurs d'Australie et de Nouvelle-Zélande.

## Palmarès
| Année | Lieu         | Coupe d'Océanie  | Coupe d'Océanie | Coupe du Pacifique | Coupe du Pacifique |
| Année | Lieu         | Simple messieurs | Simple dames    | Simple messieurs   | Simple dames       |
| ----- | ------------ | ---------------- | --------------- | ------------------ | ------------------ |
| 2007  | Auckland     | William Henzell  | Miao Miao       | Non décerné        | Non décerné        |
| 2009  | Melbourne    | William Henzell  | Miao Miao       | Non décerné        | Non décerné        |
| 2011  | Adelaide     | William Henzell  | Karen Li        | Laurent Sens       | Ornella Bouteille  |
| 2012  | Suva         | William Henzell  | Chunli Li       | Yoshua Shing       | Cathy Gauthier     |
| 2013  | Bendigo      | William Henzell  | Miao Miao       | Yoshua Shing       | Cathy Gauthier     |
| 2014  | Bendigo      | William Henzell  | Jian Fang Lay   | Yoshua Shing       | Cathy Gauthier     |
| 2015  | Bendigo      | William Henzell  | Jian Fang Lay   | Laurent Sens       | Ornella Bouteille  |
| 2016  | Melbourne    | David Powell     | Vivian Dederko  | Yoshua Shing       | Grace Yee          |
| 2017  | Suva         | David Powell     | Jian Fang Lay   | Yoshua Shing       | Grace Yee          |
| 2018  | Port Vila    | Hu Heming        | Jian Fang Lay   | Yoshua Shing       | Sally Yee          |
| 2019  | Bora Bora    | Hu Heming        | Jian Fang Lay   | Ocean Belrose      | Sally Yee          |
| 2022  | Port Moresby | Nicholas Lum     | Minhyung Jee    | Geoffrey Loi       | Grace Yee          |
| 2023  | Hamilton     | Nicholas Lum     | Yangzi Liu      | Ocean Belrose      | Kelley Tehahetua   |
| 2024  | Noumea       | Finn Luu         | Yangzi Liu      | Jeremy Dey         | Priscila Tommy     |
| 2025  | Melbourne    | Nicholas Lum     | Yangzi Liu      | Ocean Belrose      | Anolyn Lulu        |